# Lefkónas
Lefkónas (Lefkonas) är en ort i Grekland.   Den ligger i prefekturen Nomós Serrón och regionen Mellersta Makedonien, i den nordöstra delen av landet, 300 km norr om huvudstaden Aten. Lefkónas ligger 64 meter över havet och antalet invånare är 2 388.
Terrängen runt Lefkónas är kuperad åt nordost, men åt sydväst är den platt.Runt Lefkónas är det ganska tätbefolkat, med 192 invånare per kvadratkilometer. Närmaste större samhälle är Serrai, 4,6 km öster om Lefkónas. Trakten runt Lefkónas består till största delen av jordbruksmark.